# Liga de Fútbol de Guam 2023
La Liga de Fútbol de Guam 2023 es la 31.ª edición de la Liga de fútbol de Guam, la máxima categoría de Guam. La temporada comenzó el 14 de enero y terminará en agosto.
El campeón defensor era el Rovers, sin embargo el club no participó en el torneo.

## Sistema de campeonato
En la Liga de Fútbol de Guam participan en total cinco equipos, los mismos clubes de la temporadas previas a la pandemia de covid-19. Se enfrentan en un sistema todos contra todos a ida y vuelta, en total se juegan tres ruedas dando un resultado de 12 partidos por equipo. El club que finalice en primer lugar será declarado campeón y clasificará a la ronda previa de la Copa AFC 2023-24.

## Equipos participantes
Los equipos participantes se dividen geográficamente en dos ciudades en la isla de Guam, Quality Distributors tiene su sede en la ciudad de Harmon. Mientras que los cuatro clubes restantes, Bank of Guam Strykers, Islanders Football Club, Wings Football Club y Guam Shipyard, se ubican en la capital Agaña.
| Club                  | Sede   | Estadio                            | Capacidad |
| --------------------- | ------ | ---------------------------------- | --------- |
| Bank of Guam Strykers | Agaña  | Leo Palace                         | 1000      |
| Wings FC              | Agaña  | Estadio de Fútbol Nacional de Guam | 1000      |
| Islanders FC          | Agaña  | Estadio de Fútbol Nacional de Guam | 1000      |
| Quality Distributors  | Harmon | Guam National Training Facility    | 1000      |
| Guam Shipyard         | Agaña  | Estadio de Fútbol Nacional de Guam | 1000      |

## Desarrollo

### Tabla de posiciones
| Pos. | Equipo               | Pts. | PJ | G  | E | P  | GF | GC | Dif. | Clasificación 2024-25                |
| ---- | -------------------- | ---- | -- | -- | - | -- | -- | -- | ---- | ------------------------------------ |
| 1    | Wings                | 30   | 12 | 10 | 0 | 2  | 56 | 22 | +34  | Ronda de play-off de la Liga Desafío |
| 2    | BOG Strykers         | 27   | 12 | 9  | 0 | 3  | 66 | 20 | +46  |                                      |
| 3    | Islanders            | 18   | 12 | 6  | 0 | 6  | 35 | 43 | −8   |                                      |
| 4    | Quality Distributors | 12   | 12 | 4  | 0 | 8  | 30 | 42 | −12  |                                      |
| 5    | Shipyard             | 3    | 12 | 1  | 0 | 11 | 26 | 86 | −60  |                                      |

Actualizado a los partidos jugados el 4 de noviembre de 2023.
 Fuente: Soccerway

### Resultados
| Local \ Visitante    | BOG | ISL | QUA | SHI  | WIN |
| -------------------- | --- | --- | --- | ---- | --- |
| BOG Strykers         | —   | 5–4 | 6–3 | 12–1 | 2–4 |
| Islanders            | 2–1 | —   | 5–4 | 0–6  | 1–2 |
| Quality Distributors | 0–4 | 1–5 | —   | 4–0  | 1–8 |
| Shipyard             | 0–5 | 5–6 | 2–8 | —    | 3–8 |
| Wings                | 2–5 | 1–4 | 2–0 | 8–3  | —   |

| Local \ Visitante    | BOG | ISL | QUA | SHI  | WIN |
| -------------------- | --- | --- | --- | ---- | --- |
| BOG Strykers         | —   | 9–0 |     | 14–0 | 1–3 |
| Islanders            |     | —   | 2–3 | 6–3  |     |
| Quality Distributors | 1–2 |     | —   | 4–2  |     |
| Shipyard             |     |     |     | —    |     |
| Wings                |     | 3–0 | 4–1 | 11–1 | —   |